# メンデルスゾーン奨学金
メンデルスゾーン奨学金（メンデルスゾーンしょうがくきん、英語: Mendelssohn Scholarship、ドイツ語: Mendelssohn-Stipendium）は、ドイツとイギリスにそれぞれ存在する奨学金。両者とも作曲家のフェリックス・メンデルスゾーンを記念して設立されたもので、才能ある若い音楽家がさらなる進歩を遂げるために授与されている。

## 歴史
1847年のメンデルスゾーンの死後まもなく、彼の友人たちと称賛者らがロンドンに委員会を組織した。これは、メンデルスゾーンが1843年に開校させたライプツィヒ音楽院で学ぶことが出来るような奨学金を立ち上げるためのものだった。彼ら基金を設立するために、ジェニー・リンド出演で1848年にメンデルスゾーンのオラトリオ「エリヤ」の公演を行うなどした。ロンドンとライプツィヒを結びつけることは上手くできず、結果として2つのメンデルスゾーン奨学金ができることになった。

## ドイツのメンデルスゾーン奨学金
ドイツのメンデルスゾーン奨学金は、外国人学生がライプツィヒ音楽院に通えるようにするための奨学金として、1870年代に設立された。資金を出したのはプロイセンの州で、これはメンデルスゾーン家がフェリックスの自筆譜を州に寄贈する時に提示した協定の1つに則ったものだった。最初の受賞者は作曲家のエンゲルベルト・フンパーディンクであり、彼はこの資金を元に1879年にイタリアを旅行した。
ユダヤ人作曲家であるメンデルスゾーンの名を冠した奨学金は1934年にナチスによって中断させられた。しかし1963年に東ドイツの文化省がこれを復活させ、毎年決める作曲と演奏の2部門の賞とした。現在、賞の運営を行っているのはプロイセン文化財団（SPK）である。

### 受賞者
フンパーディンクの他、受賞者にはピアニストのヴィルヘルム・ケンプや作曲家のクルト・ヴァイルらがいる。
以下に、ドイツのメンデルスゾーン奨学金受賞者の年次順一覧の一部を示す。

#### 1879年から1935年
- 1879年 - エンゲルベルト・フンパーディンク
- 1880年 - Marie Soldat[4]
- 1881年 - Bernhard Stavenhagen, Philipp Wolfrum[4]
- 1882年 - Iacob Muresianu[5]
- 1887年 - Waldemar von Baußnern[4]
- 1887年から1896年の間 - Karol Gregorowicz
- 1890年 - Bram Eldering[4]
- 1893年 - Carl Thiel[4]
- 1895年 - Elsie Stanley Hall[2]
- 1896年 - パウル・ユオン
- 1889年 - Percy Sherwood[6]
- 1900年 - Karl Klingler[7]
- 1901年 - エリー・ナイ
- 1902年 - Alfred Sittard[4]
- 1902年 - イグナーツ・ワーグハルター
- 1906年 - Sara Gurowitsch[8]
- 1910年と1913年 - エルンスト・トッホ
- 1912年 - Licco Amar[4]
- 1913年 - Hans Bassermann[4]、ミッシャ・レヴィツキ、マックス・トラップ
- 1913年と1918年 - エルヴィン・シュルホフ[9]
- 1915年 - Hans Bullerian
- 1917年 - ヴィルヘルム・ケンプ、Emil Peeters
- 1918年 - パンチョ・ヴラディゲロフ
- 1919年 - クルト・ヴァイル
- 1920年 - パンチョ・ヴラディゲロフ
- 1925年 - ベルトルト・ゴルトシュミット、マックス・ロスタル
- 1926年 - Ignace Strasfoge[10]、エルンスト・ペッピング
- 1928年 - Hans Humpert
- 1928年 - Grete von Zieritz[11]
- 1928年 - Wilhelm Stross
- 1929年 - Herbert Marx[4]
- 1930年 - Ludwig Hölscher[4]
- 1931年 - Kurt Fiebig[4]、ロマン・トーテンベルク
- 1932年 - Norbert von Hannenheim、ハラルド・ゲンツマー
- 1933年 - Werner Trenkner, ベルンハルト・ハイデン
- 1935年 - フリッツ・ヴェルナー, Johannes Schneider-Marfels

#### 1963年以降
- 1969年 - Peter Herrmann
- 1966年 - Walter Steffens
- 1974/75年 - Gabriele Kupfernagel
- 1976/77年 - Reinhard Wolschina
- 1978/80年 - Walter Thomas Heyn
- 1981年 - Bernd Franke
- 1985年 - Rolf Fischer
- 1987年 - Olaf Henzold
- 1988年 - シュテッフェン・シュライエルマッハー
- 1988/89年 - Caspar René Hirschfeld
- Carola Nasdala
- Michael Schönheit
- Michael Stöckigt
- Matthias Henneberg

## イギリスのメンデルスゾーン奨学金
1848年の演奏会の収益で得られた資金は、1856年まで投資によって増強され、この年にアーサー・サリヴァンが奨学生第1号に選ばれた。それ以降、王立音楽アカデミーと関係するメンデルスゾーン奨学基金の運営で、折に触れて奨学生が選ばれていった。この基金は1871年に信託証書によって設立されたものである。信託者は作曲家のアンソニー・ペイン、ジャスティン・コノリー、王立音楽アカデミー学長のジョナサン・フリーマン＝アトウッドなどがいる。基金の掲げる慈善的目的は「設立者の意向に適う、男女を問わぬ音楽学生の教育のため」である。

### 受賞者
受賞者にはフレデリック・コーダー、ジョージ・ダイソン、マルコム・アーノルド、ケネス・レイトンらがいる。
以下に、ドイツのメンデルスゾーン奨学金受賞者の年次順一覧の一部を示す。
- 1856年 - アーサー・サリヴァン
- 1865年 - Charles Swinnerton Heap[1]
- 1871年 - William Shakespeare
- 1873年 - イートン・ファニング
- 1875年 - フレデリック・コーダー
- 1879年 - モード・ヴァレリー・ホワイト
- 1881年 - オイゲン・ダルベール
- 1884年 - Marie Wurm[15]
- 1890年 - S P Waddington[16]
- 1905年 - ジョージ・ダイソン
- 1935年 - ダニエル・ジョーンズ
- 1948年 - マルコム・アーノルド
- 1951年 - ケネス・レイトン
- 1954年 - Francis Burt[17]
- 1960年 - David Blake
- 1962年 - Richard Stoker
- 1968年 - ブライアン・ファーニホウ
- 1969年 - Jonathan Lloyd[17]
- 1972年 - Nicola LeFanu
- 1974年 - Richard Blackford
- - Javier Álvarez
- 1985年 - James Harley[18]
- 1988年 - Martin Butler
- 1997年 - Richard Causton
- 2000年 - Luke Bedford
- 2002年 - Cheryl Frances-Hoad